# Work Song: Live at Sweet Basil
Work Song: Live at Sweet Basil è un CD live della Nat Adderley Sextet, pubblicato dalla Sweet Basil Records (ed anche dalla Peter Pan Records) nel dicembre del 1993.

## Tracce
1. Work Song – 10:42 (Nat Adderley)
2. High Fly – 13:05 (Randy Weston)
3. In a Sentimental Mood – 10:51 (Irving Mills, Manny Kurtz, Duke Ellington)
4. Jive Samba – 11:00 (Nat Adderley)

Durata totale: 45:38

## Musicisti
- Nat Adderley - cornetta
- Sonny Fortune - sassofono alto
- Vincent Herring - sassofono alto
- Rob Bargad - pianoforte
- Walter Booker - contrabbasso
- Jimmy Cobb - batteria